# مانوکا سیتی
مانوکا سیتی (به لاتین: Manukau City) یک منطقهٔ مسکونی در نیوزیلند است که در منطقه آوکلند واقع شده‌است. مانوکا سیتی ۶۸۳ کیلومتر مربع مساحت دارد.